# Ab initio
Ab initio （/ˌæb ɪˈnɪʃioʊ/ AB in-ISH-ee-oh）是拉丁语词汇，意为“从头开始”，由拉丁语Ab（从）和initio（initium的单数离格，开始）组成。
常用于法律和科学领域，如从头计算法（ab initio method）。法律中，ab initio表示一开始即如此，而非法院宣判之后。